# Cantonul Commercy
Cantonul Commercy este un canton din arondismentul Commercy, departamentul Meuse, regiunea Lorena, Franța.

## Comune
- Boncourt-sur-Meuse
- Chonville-Malaumont
- Commercy (reședință)
- Euville
- Frémeréville-sous-les-Côtes
- Geville
- Girauvoisin
- Grimaucourt-près-Sampigny
- Lérouville
- Mécrin
- Pont-sur-Meuse
- Saint-Julien-sous-les-Côtes
- Vadonville
- Vignot